# Port lotniczy Lago Agrio
Port lotniczy Lago Agrio – port lotniczy położony w mieście Nueva Loja, w Ekwadorze.